# Anugerah Industri Muzik
Anugerah Industri Muzik är en årlig malaysisk ceremoni för utdelning av musikpriser. Den är Malaysias motsvarighet till Grammy Award. Den har hållits varje år sedan den första upplagan 1994. År 2011 delades det ut priser i 15 kategorier och 4 var nominerade för varje kategori. Bland de viktigaste priserna finns "bästa album", "bästa låt", "bästa nya artist", "bästa manliga sångare", "bästa kvinnliga sångare" och "bästa musikgrupp".